# پاشهرآباد
پاشهرآباد (به لاتین: Pashahr Abad) یک منطقهٔ مسکونی در افغانستان است که در ولسوالی خواهان واقع شده‌است. پاشهرآباد ۱٬۰۰۰ متر بالاتر از سطح دریا واقع شده‌است.